# ニューヨークの異邦人
『ニューヨークの異邦人』（ニューヨークのいほうじん、Anything Can Happen）は、1952年のアメリカ合衆国の映画。監督はジョージ・シートン。主演はホセ・フェラーとキム・ハンター。ジョージ・パパシュヴィリーとヘレン・パパシュヴィリーの回顧録を原作とし、ジョージアからアメリカに移住した男の心温まる人間関係を描いている。国際理解を促進する作品として、第10回ゴールデングローブ賞にて国際賞を受賞した。
日本では劇場未公開だが、テレビ放送が行われている。

## キャスト
※括弧内は日本語吹替（テレビ版・放送日1971年10月2日 東京12チャンネル 他）
- ジョルジ: ホセ・フェラー（中村正）
- ヘレン: キム・ハンター（佐原妙子）
- ヌリ・ベイ: クルト・カッツナー（英語版）（千葉順二）
- ジョンおじさん: オスカー・ベレジ・シニア（英語版）
- アンナ: ユージニー・レオントヴィッチ（英語版）

## スタッフ
- 監督: ジョージ・シートン
- 製作: ウィリアム・パールバーグ（英語版）
- 原作: ジョージ・パパシュヴィリー（英語版）、ヘレン・パパシュヴィリー（英語版）
- 脚本: ジョージ・オッペンハイマー（英語版）、ジョージ・シートン
- 撮影: ダニエル・L・ファップ（英語版）
- 編集: アルマ・マクロリー（英語版）
- 音楽: ヴィクター・ヤング